# Kevin Russo
Kevin Alexander Russo (né le 8 juillet 1984 à West Babylon, New York, États-Unis) est un joueur de deuxième but au baseball qui évolue dans les Ligues majeures pour les Yankees de New York depuis la saison 2010.

## Carrière
Joueur de l'Université Baylor à Waco au Texas, Kevin Russo est drafté en 20e ronde par les Yankees de New York en 2006.
Il amorce la saison 2010 avec les Scranton/Wilkes-Barre Yankees de la Ligue internationale et est rappelé par les Yankees de New York en mai lorsque le frappeur désigné Nick Johnson se blesse. Russo joue son premier match dans les majeures au Fenway Park de Boston le 8 mai 2010 dans un affrontement entre les Red Sox et les Yankees. Le 21 mai, lors d'une visite des Yankees au domicile des Mets de New York, il frappe ses deux premiers coups sûrs et récolte ses deux premiers points produits dans les grandes ligues, procurant à son équipe une victoire de 2-1 en match inter-ligues.
Normalement joueur de champ intérieur, Russo joue surtout au champ gauche lors de ce premier séjour avec les Yankees.